# Tyromyces sambuceus
Tyromyces sambuceus är en svampart som först beskrevs av Lloyd, och fick sitt nu gällande namn av Imazeki 1943. Tyromyces sambuceus ingår i släktet Tyromyces och familjen Polyporaceae.   Inga underarter finns listade i Catalogue of Life.